# Thylogale billardierii
Espèce
Statut de conservation UICN

 LC  : Préoccupation mineure
Le pademelon à ventre rouge (Thylogale billardierii; en anglais : the Tasmanian Pademelon ou the Rufous-bellied Pademelon ou Red-bellied Pademelon) se rencontre en Tasmanie, en Australie. Comme le climat dans l'île est plus froid que sur le continent, le pademelon à ventre rouge a un pelage plus développé que ses cousins.

## Description
Le mâle est nettement plus gros que la femelle pouvant atteindre 1,20 m de long (queue comprise) pour un poids de 12 kg. La femelle est nettement plus petite ne dépassant pas 4 kg. Le pelage est gris foncé ou marron foncé devenant roux sur le ventre. Comme les autres thylogales, ils ont une queue et des pattes arrière proportionnellement moins développées que les autres macropodidae

## Distribution et habitat
On ne le trouve qu'en Tasmanie où il vit dans les régions boisées (forêts humides ou forêts sèches) à proximité de clairières où il ira se nourrir la nuit alors qu'il passera ses journées caché dans les sous bois dont il ne s'éloigne jamais de plus de 100 m.

## Alimentation
Il se nourrit de végétaux et notamment de jeunes pousses de sorte qu'il entre souvent en conflit avec les agriculteurs

## Mode de vie
C'est un animal nocturne et solitaire.

## Reproduction
Il n'y a pas de saison de reproduction. La durée de gestation est de un mois, la portée d'un petit, le séjour dans la poche de six mois et demi.
Ils sont si abondants qu'un certain nombre doit être abattu régulièrement pour limiter leur population.